# Cratoneuron tenerrimum
Cratoneuron tenerrimum là một loài Rêu trong họ Amblystegiaceae. Loài này được (Warnst.) Kanda mô tả khoa học đầu tiên năm 1975.